# Taunton
Taunton este un oraș în Regatul Unit, reședința comitatului Somerset, regiunea South West, Anglia. Orașul aparține districtului Taunton Deane a cărui reședință este.